# Полупін
Полупін (пол. Połupin) — село в Польщі, у гміні Домбе Кросненського повіту Любуського воєводства.
Населення — 783 особи (2011).
У 1975-1998 роках село належало до Зеленогурського воєводства.

## Демографія
Демографічна структура станом на 31 березня 2011 року:
|          | Загалом | Допрацездатний вік | Працездатний вік | Постпрацездатний вік |
| -------- | ------- | ------------------ | ---------------- | -------------------- |
| Чоловіки | 396     | 72                 | 302              | 22                   |
| Жінки    | 387     | 64                 | 269              | 54                   |
| Разом    | 783     | 136                | 571              | 76                   |